# Zorzane
Zorzane (ukr. Зоряне; dawniej Zady) – wieś na Ukrainie w rejonie kowelskim, w obwodzie wołyńskim. Wieś została utworzona w 1964 roku, na miejscu niewielkich chutorów Ferma, Lipina i Zady. W II Rzeczypospolitej powyższe miejscowości wchodziły w skład gminy wiejskiej Górniki w powiecie kowelskim województwa wołyńskiego.
Do 2020 w rejonie ratnieńskim.